# Rochegude (Drôme)
Rochegude – miejscowość i gmina we Francji, w regionie Owernia-Rodan-Alpy, w departamencie Drôme.
Według danych na rok 1990 gminę zamieszkiwały 1053 osoby, a gęstość zaludnienia wynosiła 58 osób/km² (wśród 2880 gmin regionu Rodan-Alpy Rochegude plasuje się na 751 miejscu pod względem liczby ludności, natomiast pod względem powierzchni na miejscu 589).

## Galeria

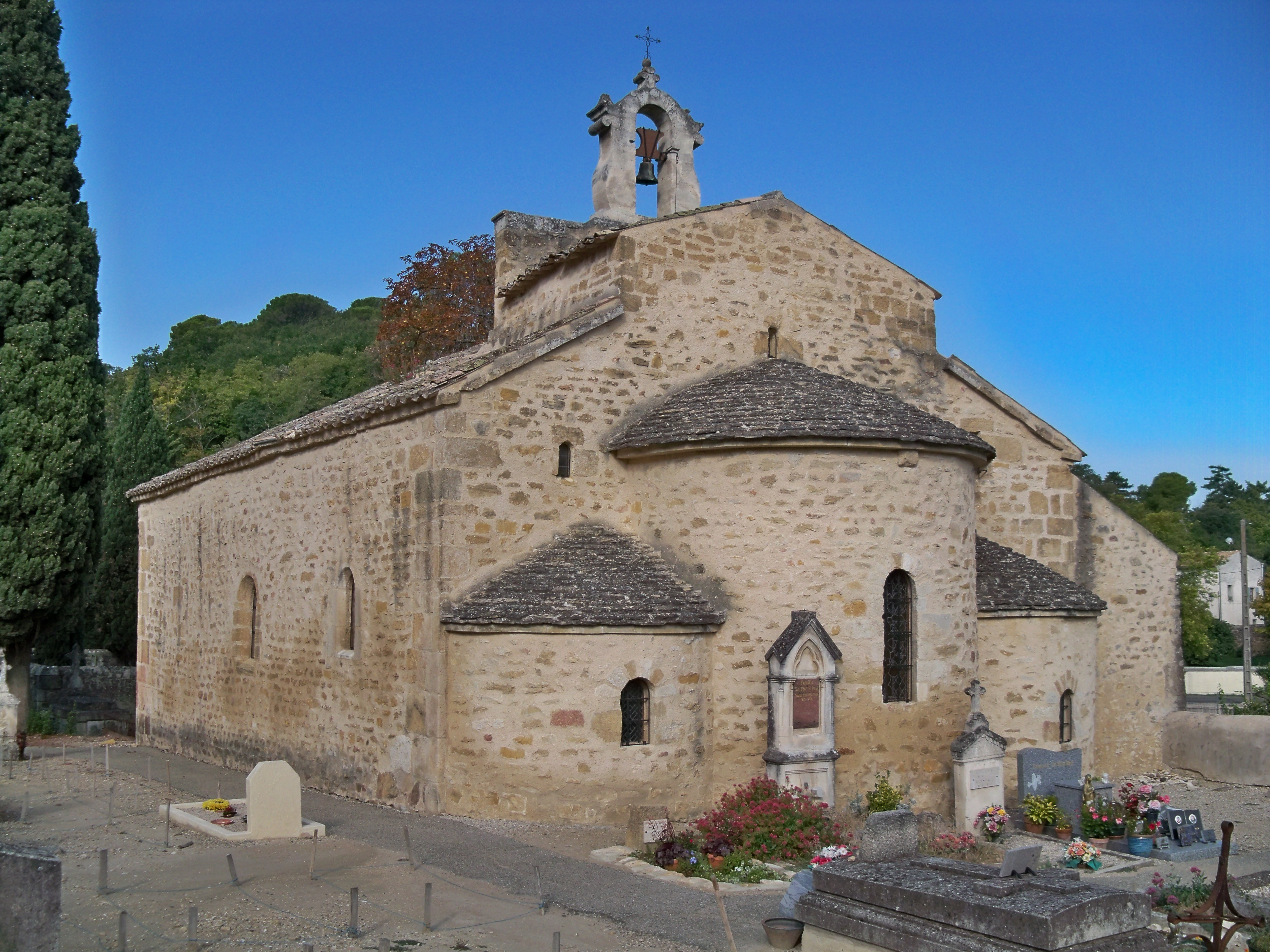
Kaplica św. Denisa, 2012
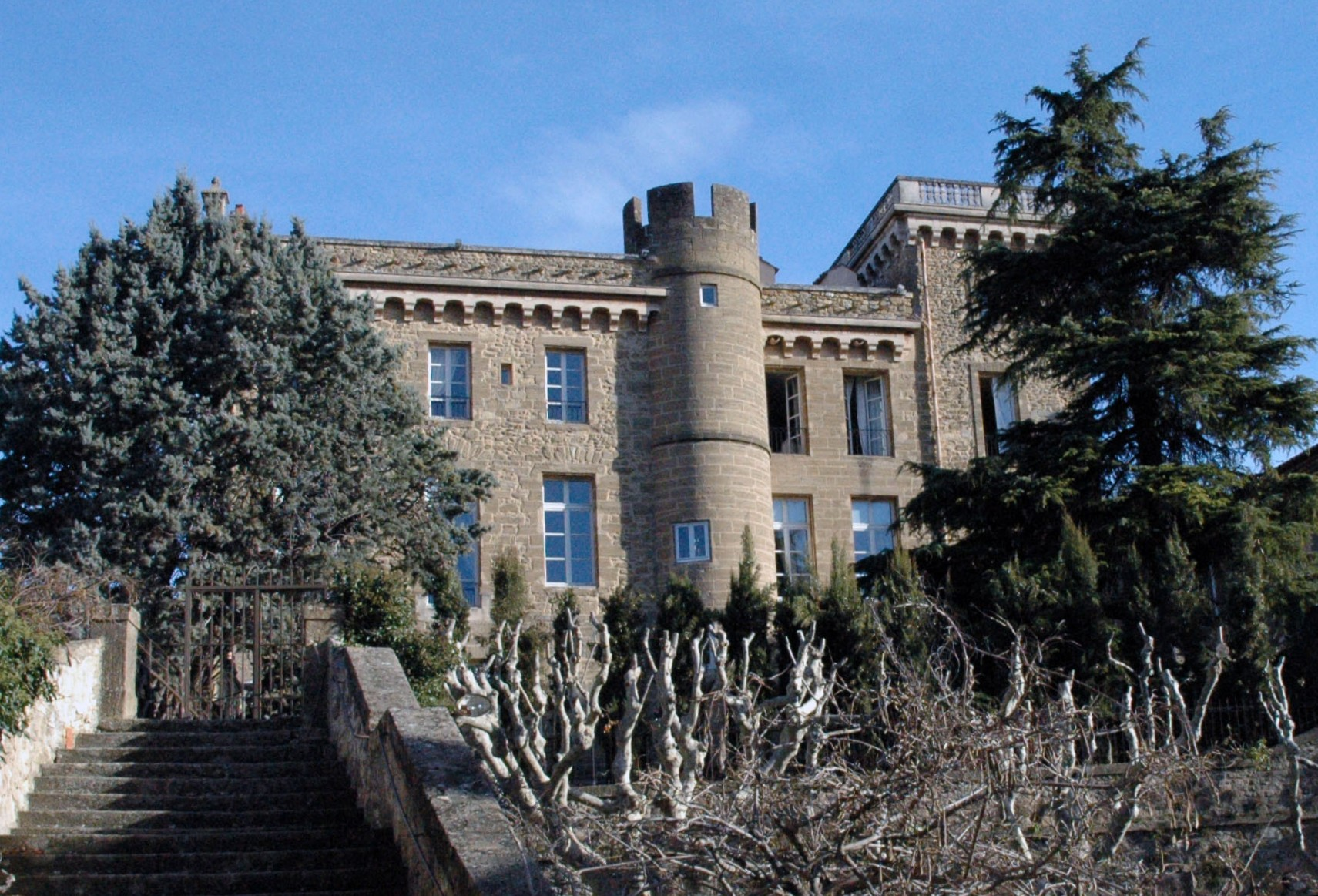
Zamek, 2007
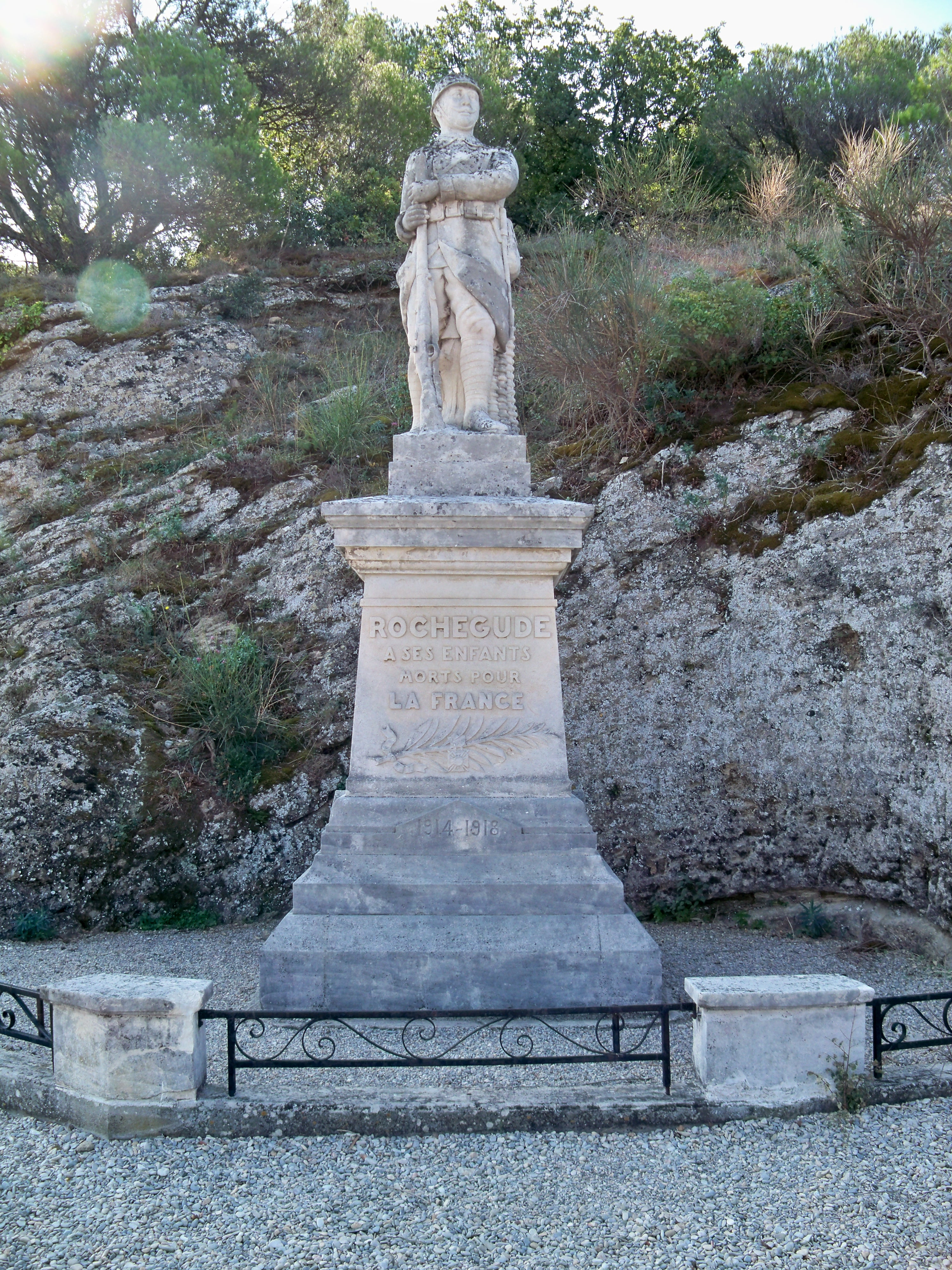
Pomnik, 2012